# Chiesa di Santa Maria della Visitazione (Subbiano)
La chiesa di Santa Maria della Visitazione è un edificio sacro che si trova in via Arcipretura, a Subbiano.

## Storia e descrizione
Sorta accanto alla vecchia chiesa del castello, che nel Duecento divenne insufficiente, La chiesa è citata nelle decime del 1304. L'edificio fu ampliato tra la fine del Seicento e l'inizio del Settecento, ma venne completamente rimaneggiato, riportandolo ad un ipotetico aspetto antico secondo un progetto di fatto neoromanico, tra 1943 e 1947.
La chiesa presenta una semplice facciata intonacata preceduta da un portico a tre arcate su pilastri. Sotto di esso è il Monumento a don Lorenzo Boschi, fondatore dell'ospedale di Subbiano, opera di Arnaldo Zocchi. Sul fianco destro si erge la torre campanaria costruita nel 1857.
L'interno, a navata unica con abside, conserva un Cristo ligneo seicentesco, dalle braccia mobili, molto venerato dal popolo di Subbiano ed una tela seicentesca raffigurante Gesù Bambino che appare a San Giuseppe attribuito a Pietro Castellucci. Nella cappella dedicata alla Madonna di Lourdes sono collocati due affreschi frammentari quattrocenteschi con San Rocco e San Sebastiano. Nel catino absidale è un affresco con l'Incoronazione della Vergine, opera novecentesca di Giovanni Bassan.